# Kamieniołom łupków Pont Tohou
Kamieniołom łupków Pont Tohou – francuski kamieniołom otwarty w 1921 roku. W 2014 roku został wpisany do rejestru zabytków.

## Lokalizacja
Kamieniołom zlokalizowany jest w Pont Tohou, w miejscowości Plévin, w departamencie Côtes-d’Armor, w regionie Bretania.

## Opis
Pierre Nicolas w 1921 roku otworzył kamieniołom łupków w miejscowości Pont de Tohou w Plévin. Eksploatował to samo złoże, co sąsiedni kamieniołom w Tohou. Zatrudniał 46 pracowników, a dwa szyby zostały wydrążone w odległości 65 metrów od siebie. W 1924 roku eksploatowano trzy komory w szybie zachodnim, natomiast szyb wschodni nadal był drążony. W 1926 roku miesięczna produkcja łupków wynosiła od 50 000 do 60 000 dużego typu i od 100 000 do 120 000 małego typu. Około roku 1937 pan Henry przejął kamieniołom Pont de Tohou. Zatrudnił 68 górników i 44 łupaczy. Prace kontynuowano jedynie w komorze wschodniej. Dokładny termin zamknięcia kamieniołomu nie jest znany.